# 小行星4812
小行星4812（英語：4812 Hakuhou）是一颗围绕太阳公转的小行星。1977年2月18日，香西洋树、古川麒一郎在木曾町发现了此天体。
这颗小行星的绝对星等为73.39307858122439等。